# Shrek (jeu vidéo)
Pour les articles homonymes, voir Shrek.
Shrek est un jeu vidéo de plates-formes développé par Digital Illusions CE et édité par TDK Mediactive, sorti en 2001 sur Xbox. Il était disponible au lancement de la console.
Il a fait l'objet d'un portage l'année suivante sur GameCube sous le titre Shrek: Extra Large.
Il est adapté du film du même nom.

## Accueil
- AllGame : 2/5 (XB)[1]
- IGN : 5,6/10 (XB)[2], 3/10 (GC)[3]
- Jeuxvideo.com : 10/20 (XB)[4], 3/20 (GC)[5]